# ミゲル・フランシス
ミゲル・フランシス（Miguel Francis、1995年3月28日 ‐ ）は、モントセラト出身でイギリス国籍の陸上競技選手。専門は短距離走の200mで、自己ベストは19秒88のアンティグア・バーブーダ記録保持者。

## 経歴
1995年3月28日にモントセラトに生まれたが、同年の火山噴火の影響により家族でアンティグア・バーブーダに移り住んだ。陸上競技は12歳の時に開始。2012年にはモントセラト代表としてカリフタゲームズ (en) （20歳未満の部）男子400mに出場した。

### 2015年
2015年6月28日のアンティグア・バーブーダ選手権男子200mで19秒76（-1.1）をマーク。5月のケイマン招待（Cayman Invitational）でマークした自己ベスト（20秒31）を大幅に上回り、更にアンティグア・バーブーダ記録（20秒12）をも大幅に上回る世界歴代14位に相当する好タイムだったが、大会が行われたYasco Sports Complexは国際陸上競技連盟未公認の競技場のため記録は公認されなかった。
2015年7月のパンアメリカン競技大会 (en) 男子200mでは、23日の予選で追い風参考記録ながら自己ベスト（20秒31）を上回る20秒21（+2.4）をマークすると、準決勝で20秒05（+2.0）のアンティグア・バーブーダ新記録（当時）を樹立。メダル獲得が期待された翌日の決勝はタイムを落とし、大会前の自己ベストは上回ったものの20秒20（+0.3）で6位に終わった。
2015年8月の北京世界選手権男子200mではシニア世界大会初出場ながらセミファイナリストになった。しかし、26日の準決勝は全体7位のタイムとなる20秒14（+0.8）をマークしたものの、着順で通過できる2着までに入れず、タイムでも拾われず決勝進出を逃した。29日の男子4×100mリレーではアンカーを務め、予選は38秒01のアンティグア・バーブーダ新記録を樹立して通過したものの、決勝では38秒61とタイムを落とし6位に終わった。

### 2016年
2016年6月11日のレーサーズ・グランプリ（Racers Grand Prix）男子200mで19秒88（+1.2）のアンティグア・バーブーダ新記録を樹立。自身が昨年マークした従来の記録を0秒17更新し、19秒台に突入した。
2016年7月10日のアンティグア・バーブーダ選手権男子200mでは19秒67（+0.4）をマーク。これは世界歴代9位に相当するタイムだったが、昨年同様に記録は公認されなかった。
2016年8月のリオデジャネイロオリンピック男子200mのメダル候補として大会を迎えたが、それほど深刻ではなかったもののハムストリングスに問題を抱えていたため、今後のことを考え予選を棄権した。

### 2017年
両親が2014年からイギリス（ウルヴァーハンプトン）に住んでいる事や、アンティグア・バーブーダ選手権が開催される競技場が国際陸上競技連盟未公認という環境面の不満などを理由に、イギリスに国籍を変更した。国際陸上競技連盟はアフリカ選手の国籍変更が相次いでいたことなどから2017年2月に国籍変更の凍結を決めたが、フランシスは2016年8月に変更の手続きをしていたため大丈夫だった。2017年3月30日からイギリス代表として大会に出場することが可能になっている（イギリスの選手としてのパフォーマンスは2016年9月24日から）。
2017年4月15日のUTechクラシック（UTech Classics）男子200mではロンドン世界選手権の参加標準記録（20秒44）を破る20秒44（+1.7）で優勝を飾ったが、7月の英国選手権（ロンドン世界選手権イギリス代表選考大会）には出場しなかった。

## 家族
兄のKwame Gallowayも200mが専門の元陸上競技選手（自己ベスト22秒07）。1997年アテネ世界選手権、1999年前橋世界室内選手権、1999年セビリア世界選手権にモントセラト代表として出場した実績を持つ。現在はフランシスのマネージャーを務める。

## 自己ベスト
記録欄の（　）内の数字は風速（m/s）で、+は追い風を意味する。
| 種目 | 記録          | 年月日        | 場所         | 備考                         |
| 屋外 | 屋外          | 屋外          | 屋外         | 屋外                         |
| ---- | ------------- | ------------- | ------------ | ---------------------------- |
| 100m | 10秒23 (+1.1) | 2019年5月25日 | キングストン |                              |
| 200m | 19秒88 (+1.2) | 2016年6月11日 | キングストン | アンティグア・バーブーダ記録 |

## 主要大会成績
備考欄の記録は当時のもの
| 年                       | 大会                                     | 場所             | 種目         | 結果         | 記録          | 備考                                              |
| モントセラト             | モントセラト                             | モントセラト     | モントセラト | モントセラト | モントセラト  | モントセラト                                      |
| ------------------------ | ---------------------------------------- | ---------------- | ------------ | ------------ | ------------- | ------------------------------------------------- |
| 2012                     | カリフタゲームズ (en) (U20)              | ハミルトン       | 400m         | 予選         | 53秒17        |                                                   |
| アンティグア・バーブーダ |                                          |                  |              |              |               |                                                   |
| 2013                     | パンアメリカン ジュニア選手権 (en) (U20) | メデジン         | 200m         | 予選         | 21秒11 (+1.7) |                                                   |
| 2014                     | 中央アメリカ・カリブ ジュニア選手権 (en) | モレリア         | 200m         | 3位          | 21秒00 (+0.8) |                                                   |
| 2014                     | 世界ジュニア選手権                       | ユージーン       | 200m         | 準決勝       | 21秒29 (+1.8) |                                                   |
| 2014                     | 英連邦競技大会 (en)                      | グラスゴー       | 4x100mR      | 7位          | 40秒45 (4走)  |                                                   |
| 2015                     | 世界リレー (en)                          | ナッソー         | 4x100mR      | B決勝        | 39秒25 (4走)  | 予選39秒01 (4走)：アンティグア・バーブーダ記録    |
| 2015                     | 世界リレー (en)                          | ナッソー         | 4x200mR      | 予選         | DNF (4走)     |                                                   |
| 2015                     | パンアメリカン競技大会 (en)              | トロント         | 200m         | 6位          | 20秒20 (+0.3) | 準決勝20秒05 (+2.0)：アンティグア・バーブーダ記録 |
| 2015                     | パンアメリカン競技大会 (en)              | トロント         | 4x100mR      | 決勝         | DQ (4走)      | 予選38秒14：アンティグア・バーブーダ記録          |
| 2015                     | 世界選手権                               | 北京             | 200m         | 準決勝       | 20秒14 (+0.8) |                                                   |
| 2015                     | 世界選手権                               | 北京             | 4x100mR      | 6位          | 38秒61 (4走)  | 予選38秒01 (4走)：アンティグア・バーブーダ記録    |
| 2016                     | オリンピック                             | リオデジャネイロ | 200m         | 予選         | DNS           |                                                   |
| 2019                     | 世界選手権                               | ドーハ           | 200m         | 準決勝       | DNS           | 予選20秒11 (+1.0)                                 |